# El Masquí
El Masquí és una obra del municipi de Sant Julià de Vilatorta (Osona) inclosa en l'Inventari del Patrimoni Arquitectònic de Catalunya.

## Descripció
Petita masia de planta rectangular (8x10mts), coberta a dues vessants amb el carener paral·lel a la façana, la qual està situada a migdia. Es troba assentada damunt de la roca viva amb un xic desnivell. Consta de planta baixa, primer pis i diversos cossos adossats. A migdia presenta un portal adovellat (pedra blava i groga) i una finestreta amb reixa a la planta. Davant el portal hi ha un portal, amb el coll amb ampit i portalet de pedra picada i cobert amb llosses. El cos principal s'uneix a un cos de totxo i lloses dretes a la planta que abasta fins ben bé la meitat de la façana de llevant. A ponent hi ha un cos cobert a dues vessants i que sobresurt de la façana. També hi ha una edificació quadra que correspon a un petit forn. La part nord se cega i a llevant s'hi endevina l'allargament de la casa bastit amb pedra blava. L'estat de conservació és mitjà.

## Història
Masia construïda amb diverses etapes de la qual no tenim cap notícia històrica. Forma part del patrimoni del mas Mata, mas que fou reedificat després de la Guerra Civil.